# Овсяникова, Любовь Александровна
Любовь Александровна Овсяникова (28 января 2005, Санкт-Петербург) — российская футболистка, нападающая клуба «Енисей».

## Биография
Играет в футбол с пяти лет. В 8-летнем возрасте пришла в секцию клуба «Аврора», где занималась футболом и мини-футболом, тренер — Светлана Прорвина. На детско-юношеском уровне стала серебряным призёром V летней Спартакиады молодежи России по футболу (2021) в составе сборной Санкт-Петербурга. Победительница и лучший игрок первенства России по мини-футболу 2019 года (2005—2006 г.р.). В сезоне 2020/21 играла за взрослый состав «Авроры» в соревнованиях по мини-футболу, провела 2 матча в чемпионате и 2 матча — в Кубке России.
В 2021 году присоединилась к команде по большому футболу «Зенит» (Санкт-Петербург). В первом сезоне играла в основном за молодёжный состав. Стала лучшим бомбардиром молодёжного первенства премьер-лиги 2021 года, забив 11 голов за 14 туров. 6 ноября 2021 года сыграла дебютный матч за основной состав «Зенита» в высшем дивизионе против «Ростова», заменив в перерыве Елизавету Лазареву. Всего в первом сезоне провела 2 матча в высшей лиге, а её клуб завоевал бронзовые награды. 
На конец сезона 2023 являлась лучшим бомбардиром Молодёжного первенства (36 мячей за три сезона).
В начале 2024 года перешла в красноярский клуб «Енисей» на правах аренды.
Выступает за юниорскую (до 17 лет) и молодёжную (до 19 лет) сборные России. Также вызывалась в младшие сборные по мини-футболу.